# Le Hobbit (série de films)
Pour les articles homonymes, voir Hobbit (homonymie).
 Pour plus de détails, voir Fiche technique et Distribution
Le Hobbit (The Hobbit) est une trilogie cinématographique américano-néo-zélandaise de fantasy coécrite, produite et réalisée par Peter Jackson, adaptée du roman Le Hobbit de l'écrivain britannique J. R. R. Tolkien. Elle est composée de Un voyage inattendu (2012), de La Désolation de Smaug (2013) et de La Bataille des Cinq Armées (2014).
Ces trois films constituent une adaptation libre du roman homonyme de J. R. R. Tolkien paru en 1937 ainsi que des événements qui se déroulent en parallèle de ce récit et publiés dans les appendices du Seigneur des anneaux. Ce projet s’inscrit dans la continuité de l’adaptation du Seigneur des anneaux en trois films (2001-2003), également réalisée par Jackson.
La quasi-totalité de l'équipe de la trilogie originelle participe aux films, avec entre autres les coscénaristes Fran Walsh et Philippa Boyens, les illustrateurs John Howe et Alan Lee, le directeur de la photographie Andrew Lesnie, le compositeur Howard Shore, et une partie du casting dont Ian McKellen (Gandalf), Andy Serkis (Gollum), Hugo Weaving (Elrond) et Ian Holm (Bilbon âgé). Les rôles principaux sont tenus par Martin Freeman (Bilbon Sacquet), Ian McKellen (Gandalf, déjà présent dans la trilogie Le Seigneur des anneaux), Richard Armitage (Thorin) et Benedict Cumberbatch (Smaug).
Le tournage des films a débuté le 21 mars 2011 après de nombreux contretemps. Le Hobbit : Un voyage inattendu, le premier des films est sorti dans les salles de cinéma en France le 12 décembre 2012, suivi par Le Hobbit : La Désolation de Smaug sorti le 11 décembre 2013. Enfin, Le Hobbit : La Bataille des Cinq Armées est sorti le 10 décembre 2014. Le passage de deux à trois films a été décidé pendant le tournage.
Si les trois films remportent un important succès commercial comparable à la trilogie Le Seigneur des anneaux, l'accueil critique, tout en restant globalement positif, est moins enthousiaste, critiquant notamment des longueurs dans le récit et certains choix narratifs controversés.

## Synopsis
N.B. : Cette histoire se déroule 60 ans avant Le Seigneur des anneaux.
Bilbon Sacquet, oncle de Frodon, est un hobbit comme les autres : il évite le danger, l'action, l'aventure ainsi que les autres races que les hobbits. Il apprécie le plaisir simple de se sentir bien au chaud dans sa demeure, mais un soir, treize nains (Thorin et ses compagnons) font leur entrée chez lui, accompagnés du magicien Gandalf le Gris. Ce dernier lui propose de les suivre pour un long et dangereux voyage vers la Montagne Solitaire où se trouve un trésor gardé par le redoutable Smaug qui a pris Erebor. Bien que Bilbon se désintéresse dans un premier temps de ce voyage, les nains et Gandalf finissent par le convaincre de les accompagner.
Lors de leur périlleux voyage, ils rencontrent de nombreuses difficultés, et participent à la bataille des Cinq Armées. Par accident, Bilbon croise la route de la créature nommée Gollum et s'empare de son trésor, un anneau magique qui permet de devenir invisible ce qui lui permettra par moments de mieux aider ses amis et de réussir sa mission.

## Fiche technique
| Équipe du tournage         | Films                             | Films                               | Films                                     |
| Équipe du tournage         | Un voyage inattendu (2012)        | La Désolation de Smaug (2013)       | La Bataille des Cinq Armées (2014)        |
| -------------------------- | --------------------------------- | ----------------------------------- | ----------------------------------------- |
| Titre original             | The Hobbit: An Unexpected Journey | The Hobbit: The Desolation of Smaug | The Hobbit: The Battle of the Five Armies |
| Réalisateurs               | Peter Jackson                     | Peter Jackson                       | Peter Jackson                             |
| Scénaristes                | Fran Walsh                        | Fran Walsh                          | Fran Walsh                                |
| Scénaristes                | Philippa Boyens                   |                                     |                                           |
| Scénaristes                | Peter Jackson                     |                                     |                                           |
| Scénaristes                | Guillermo del Toro                |                                     |                                           |
| Producteurs                | Carolyn Blackwood                 | Carolyn Blackwood                   | Carolyn Blackwood                         |
| Producteurs                | Philippa Boyens                   |                                     |                                           |
| Producteurs                | Carolynne Cunningham (en)         |                                     |                                           |
| Producteurs                | Matthew Dravitzki                 |                                     |                                           |
| Producteurs                | Toby Emmerich                     |                                     |                                           |
| Producteurs                | Alan Horn                         |                                     |                                           |
| Producteurs                | Peter Jackson                     |                                     |                                           |
| Producteurs                | Ken Kamins                        |                                     |                                           |
| Producteurs                | Eileen Moran (en)                 |                                     |                                           |
| Producteurs                | Amanda Walker                     | Callum Greene                       |                                           |
| Producteurs                | Fran Walsh                        |                                     |                                           |
| Producteurs                | Zane Weiner (en)                  |                                     |                                           |
| Musique                    | Howard Shore                      | Howard Shore                        | Howard Shore                              |
| Direction artistique       | Simon Bright                      | Simon Bright                        | Andy McLaren                              |
| Direction artistique       | Brian Massey                      | Lauren E. Polizzi                   |                                           |
| Direction artistique       | Andy McLaren                      | Adam Davis                          |                                           |
| Direction artistique       | Brad Mill                         |                                     |                                           |
| Décors                     | Simon Bright                      | Simon Bright                        | Simon Bright                              |
| Décors                     | Ra Vincent (de)                   |                                     |                                           |
| Costumes                   | Bob Buck                          | Bob Buck                            | Bob Buck                                  |
| Costumes                   | Ann Maskrey                       |                                     |                                           |
| Costumes                   | Richard Taylor                    |                                     |                                           |
| Pays                       | États-Unis                        | États-Unis                          | États-Unis                                |
| Genre                      | Aventure, fantasy                 | Aventure, fantasy                   | Aventure, fantasy                         |
| Durée                      | 169 minutes (2 h 49)              | 161 minutes (2 h 41)                | 144 minutes(2 h24)                        |
| Durée des versions longues | 182 minutes (3 h 02)              | 186 minutes (3 h 06 )               | 164 minutes (2 h 44)                      |
| Date de sortie États-Unis  | 14 décembre 2012                  | 13 décembre 2013                    | 17 décembre 2014                          |
| Date de sortie France      | 12 décembre 2012                  | 11 décembre 2013                    | 10 décembre 2014                          |

## Distribution
| Personnages              | Films                                                                 | Films                                                                 | Films                                                                 |
| Personnages              | Un voyage inattendu (2012)                                            | La Désolation de Smaug (2013)                                         | La Bataille des Cinq Armées (2014)                                    |
| La compagnie de Thorin   | La compagnie de Thorin                                                | La compagnie de Thorin                                                | La compagnie de Thorin                                                |
| ------------------------ | --------------------------------------------------------------------- | --------------------------------------------------------------------- | --------------------------------------------------------------------- |
| Bilbon Sacquet           | Martin Freeman (jeune)                                                | Martin Freeman (jeune)                                                | Martin Freeman (jeune)                                                |
| Bilbon Sacquet           | Ian Holm (âgé)                                                        |                                                                       | Ian Holm (âgé)                                                        |
| Gandalf le Gris          | Ian McKellen                                                          | Ian McKellen                                                          | Ian McKellen                                                          |
| Thorin Écu-de-Chêne      | Richard Armitage                                                      | Richard Armitage                                                      | Richard Armitage                                                      |
| Balin                    | Ken Stott                                                             | Ken Stott                                                             | Ken Stott                                                             |
| Dwalin                   | Graham McTavish                                                       | Graham McTavish                                                       | Graham McTavish                                                       |
| Kíli                     | Aidan Turner                                                          | Aidan Turner                                                          | Aidan Turner                                                          |
| Fíli                     | Dean O'Gorman                                                         | Dean O'Gorman                                                         | Dean O'Gorman                                                         |
| Bofur                    | James Nesbitt                                                         | James Nesbitt                                                         | James Nesbitt                                                         |
| Bifur                    | William Kircher                                                       | William Kircher                                                       | William Kircher                                                       |
| Bombur                   | Stephen Hunter                                                        | Stephen Hunter                                                        | Stephen Hunter                                                        |
| Óin                      | John Callen                                                           | John Callen                                                           | John Callen                                                           |
| Glóin                    | Peter Hambleton                                                       | Peter Hambleton                                                       | Peter Hambleton                                                       |
| Dori                     | Mark Hadlow                                                           | Mark Hadlow                                                           | Mark Hadlow                                                           |
| Nori                     | Jed Brophy                                                            | Jed Brophy                                                            | Jed Brophy                                                            |
| Ori                      | Adam Brown                                                            | Adam Brown                                                            | Adam Brown                                                            |
| Erebor                   |                                                                       |                                                                       |                                                                       |
| Thrór                    | Jeffrey Thomas                                                        | Jeffrey Thomas (version longue uniquement)                            |                                                                       |
| Thráin II                | Michael Mizrahi                                                       | Michael Mizrahi (version longue uniquement)                           |                                                                       |
| Thráin II                | Thomas Robins (jeune)                                                 |                                                                       |                                                                       |
| La Comté                 |                                                                       |                                                                       |                                                                       |
| Frodon Sacquet           | Elijah Wood                                                           |                                                                       |                                                                       |
| Fondcombe / Lothlórien   |                                                                       |                                                                       |                                                                       |
| Galadriel                | Cate Blanchett                                                        | Cate Blanchett                                                        | Cate Blanchett                                                        |
| Elrond                   | Hugo Weaving                                                          |                                                                       | Hugo Weaving                                                          |
| Lindir                   | Bret McKenzie                                                         |                                                                       |                                                                       |
| Forêt Noire              |                                                                       |                                                                       |                                                                       |
| Thranduil                | Lee Pace                                                              | Lee Pace                                                              | Lee Pace                                                              |
| Legolas                  |                                                                       | Orlando Bloom                                                         | Orlando Bloom                                                         |
| Tauriel                  |                                                                       | Evangeline Lilly                                                      | Evangeline Lilly                                                      |
| Dol Guldur               |                                                                       |                                                                       |                                                                       |
| Azog                     | Manu Bennett                                                          | Manu Bennett                                                          | Manu Bennett                                                          |
| Bolg                     |                                                                       | Lawrence Makoare                                                      | Lawrence Makoare                                                      |
| Yazneg                   | (en) John Rawls                                                       |                                                                       |                                                                       |
| Le Nécromancien / Sauron | Benedict Cumberbatch (voix)                                           | Benedict Cumberbatch (voix)                                           | Benedict Cumberbatch (voix)                                           |
| Créatures                |                                                                       |                                                                       |                                                                       |
| Gollum                   | Andy Serkis                                                           |                                                                       |                                                                       |
| Le Grand Gobelin         | Barry Humphries                                                       |                                                                       |                                                                       |
| Smaug                    | Benedict Cumberbatch (voix et jeu d'acteur pour capture de mouvement) | Benedict Cumberbatch (voix et jeu d'acteur pour capture de mouvement) | Benedict Cumberbatch (voix et jeu d'acteur pour capture de mouvement) |
| Les trois Trolls         | William Kircher (Tom), Peter Hambleton (William), Mark Hadlow (Bert)  |                                                                       |                                                                       |
| Beorn                    |                                                                       | Mikael Persbrandt                                                     | Mikael Persbrandt                                                     |
| Magiciens                |                                                                       |                                                                       |                                                                       |
| Saruman le Blanc         | Christopher Lee                                                       |                                                                       | Christopher Lee                                                       |
| Radagast le Brun         | Sylvester McCoy                                                       | Sylvester McCoy                                                       | Sylvester McCoy                                                       |
| Esgaroth                 |                                                                       |                                                                       |                                                                       |
| Bard l'Archer            |                                                                       | Luke Evans                                                            | Luke Evans                                                            |
| Bain                     |                                                                       | John Bell                                                             | John Bell                                                             |
| Le Maître de Lacville    |                                                                       | Stephen Fry                                                           | Stephen Fry                                                           |
| Alfrid                   |                                                                       | Ryan Gage                                                             | Ryan Gage                                                             |
| Bourg-du-lac             |                                                                       |                                                                       |                                                                       |
| Hilda Bianca             |                                                                       | Sarah Peirse                                                          | Sarah Peirse                                                          |

### Personnages inventés pour les films
- Alfrid (Ryan Gage) est un fonctionnaire de Lacville, serviteur du Maître de cette ville.
- Braga (Michael Mitchinson) est le capitaine des gardes de Lacville.
- Le scribe gobelin (Kiran Shah) est un gobelin nain au service du Grand Gobelin.
- Tauriel (Evangeline Lilly) est une elfe de la Forêt Noire, capitaine de la garde du roi Thranduil.
- Narzug (Ben Mitchell) est une orque capturée par Tauriel et Legolas pour être interrogé par le roi Thranduil.
- Yazneg (John Rawls (en)) est une orque, bras droit d'Azog.

## Accueil

### Box-office
| Film                                     | Année | Budget         | États-Unis    | Reste du monde  | Mondial         | France             | Paris             |
| ---------------------------------------- | ----- | -------------- | ------------- | --------------- | --------------- | ------------------ | ----------------- |
| Le Hobbit : Un voyage inattendu,         | 2013  | 180 millions $ | 303 030 651 $ | 714 000 000 $   | 1 017 030 651 $ | 4 505 525 entrées  | 964 518 entrées   |
| Le Hobbit : La Désolation de Smaug,      | 2014  | 225 millions $ | 258 387 334 $ | 700 640 658 $   | 959 027 992 $   | 4 701 246 entrées  | 994 083 entrées   |
| Le Hobbit : La Bataille des Cinq Armées, | 2015  | 250 millions $ | 255 138 261 $ | 707 063 077 $   | 962 201 338 $   | 4 848 676 entrées  | 1 014 500 entrées |
| Total                                    | Total | 655 millions $ | 816 556 246 $ | 2 121 703 735 $ | 2 938 259 981 $ | 14 055 447 entrées | 2 973 101 entrées |

### Accueil critique
| Film                                    | Rotten Tomatoes      | Metacritic        | AlloCiné             |
| --------------------------------------- | -------------------- | ----------------- | -------------------- |
| Le Hobbit : Un voyage inattendu         | 64 % (305 critiques) | 58/100 (40 avis)  | 3,2/5 (25 critiques) |
| Le Hobbit : La Désolation de Smaug      | 75 % (252 critiques) | 66/100 (44 avis)  | 3,7/5 (23 critiques) |
| Le Hobbit : La Bataille des Cinq Armées | 59 % (266 critiques) | 59/100 (46 avis)  | 3,6/5 (30 critiques) |
| Note moyenne                            | 66 % (823 critiques) | 61/100 (130 avis) | 3,5/5 (78 critiques) |

## Production

### Historique du projet

#### Origines du projet
Dès 1995, Peter Jackson et son épouse Frances Walsh voulaient adapter Le Hobbit au cinéma avec la New Line. Mais à l’époque, les droits d’adaptation appartenaient à United Artists, ce qui empêcha le projet de voir le jour. Ils commencèrent donc par Le Seigneur des anneaux, espérant obtenir les droits en cas de succès, qui fut largement au rendez-vous. C’est pourquoi, une décennie plus tard, l’adaptation de Bilbo est lancée.

#### Conflits entre New Line et Peter Jackson
Mais en mars 2005, Jackson lance une poursuite contre New Line, affirmant qu’il avait perdu les recettes de merchandising de La Communauté de l’anneau, premier volet de la trilogie. Bien que le réalisateur ait estimé la poursuite mineure et qu’il pensait que la New Line le laisserait diriger le film encore une fois, son cofondateur Robert Shaye a été très affecté par le procès et a déclaré en janvier 2007 que le réalisateur ne dirigera aucun nouveau film pour la New Line, l’accusant d’être trop « gourmand » et allant même jusqu’à le qualifier d’« individu myope et arrogant », regrettant « la perte d’un ami. » Il fut donc écarté du projet, la production cherchant un nouveau réalisateur en février 2007 pour une sortie en 2009.

#### Choix du réalisateur
En août 2007, les tensions s’atténuèrent entre le réalisateur et la production, en partie grâce au projet, que les fans et les acteurs n’imaginèrent pas sans lui. C’est pourquoi le film est officiellement lancé en décembre de la même année pour une sortie en 2010 (le film fut finalement retardé de deux ans), Jackson occupant le poste de producteur exécutif, refusant celui de réalisateur de peur d’être insatisfait du résultat final face à l’ampleur de sa « trilogie et de rivaliser avec cette dernière ». Sam Raimi avait entamé de sérieuses négociations avec la New Line, étant le préféré de Jackson, avant que Guillermo del Toro ne soit nommé en tant que réalisateur. Cependant, le 31 mai 2010, del Toro démissionne de son poste de réalisateur à la suite des nombreux retards et problèmes financiers accumulés par la MGM. Toutefois, il reste à son poste de coscénariste. Après ce flou artistique, Jackson occupera les rôles de producteur et de réalisateur. Ce dernier confirme à la mi-octobre 2010 que le tournage des deux volets en 3D débutera en février 2011.

#### Conflit sur les conditions de travail des acteurs en Nouvelle-Zélande
Le 24 septembre 2010, la Fédération internationale des acteurs publia un ordre Do Not Work (Ne travaillez pas), en prévenant ses syndicats membres (dont les syndicats d'acteurs néozélandais) que « les producteurs (…) avaient refusé d'engager des acteurs sur la base d'accords négociés avec les syndicats » et en les engageant à boycotter le projet en n'acceptant aucun contrat de travail qui y soit lié. Les inquiétudes des syndicats néo-zélandais portaient sur les salaires et les conditions de travail pendant les tournages. La Warner Bros. réagit en menaçant de déplacer la production des films dans d'autres pays. Le gouvernement néozélandais s'interposa, par peur que le tournage ne soit déplacé dans d'autres pays, car la Nouvelle-Zélande est un petit pays que cette décision aurait pu priver de revenus substantiels. Des économistes estimaient alors le manque à gagner pour le pays à près d'1,5 milliard de dollars. Le premier ministre John Key offrit des concessions aux studios américains pour s'assurer que le tournage des films aurait bien lieu en Nouvelle-Zélande. Durant les négociations, des manifestations rassemblant entre 2 000 et 3 000 personnes eurent lieu à Wellington pour protester contre l'éventualité d'un déplacement du tournage dans d'autres pays. Fin octobre 2010, les négociations entre le gouvernement et la Warner Bros. aboutirent à un arrangement qui entraîna le gouvernement à légiférer pour clarifier la distinction entre les travailleurs indépendants liés par contrat et les employés parmi les équipes de production des films sur place.

#### Tournage
Néanmoins Peter Jackson ayant souffert d’un ulcère perforé, qui a nécessité une opération, le tournage a débuté le 21 mars.
Peter Jackson a dévoilé, le 14 avril 2011, une vidéo de 10 minutes du making-of du film, présentant les acteurs, les décors et sa démarche artistique.
Le 30 mai, les titres respectifs des deux films, sont confirmés. Le premier s'intitulera The Hobbit: An Unexpected Journey et le deuxième The Hobbit: There and Back Again. Le 11 juillet, Peter Jackson dévoile un nouveau making-of du film d'une dizaine de minutes. Puis à nouveau le 21 du même mois. Le 4 novembre 2011, un quatrième making-of est mis en ligne. Le 10 juillet 2012, la Warner diffuse plusieurs photos relatives au film. Le 14 juillet 2012, lors de la Comic-Con de San Diego, Peter Jackson diffuse des extraits du film, six mois avant sa sortie. Le 30 juillet 2012, le réalisateur confirme que la création d'un troisième film sera prévue, faisant ainsi passer la série au rang de trilogie.

### À propos des films
- Howard Shore est de nouveau le compositeur de la bande originale de la trilogie[48] et les artistes John Howe, Alan Lee, la firme Weta Workshop, Richard Taylor, et Gino Acevedo sont également de retour à la direction artistique[49].
- Pour le rôle principal, la question était de savoir qui allait incarner Bilbon Sacquet, puisque Ian Holm était trop vieux pour reprendre son rôle : le personnage est âgé de 51 ans lors de son aventure et l’acteur a 81 ans à ce jour - de plus, il semblerait que son cancer l’ait affaibli. En revanche, sa participation a été confirmée[50], notamment sous forme de voix-off narrant l’histoire[51] ou lors de scènes où Bilbon apparaîtrait vieux. Pour répondre à la question, James McAvoy était fortement pressenti par la production[52] avant d’être écarté du projet : « Nous ne ferons aucun choix de casting avant d’avoir achevé l’écriture du scénario », répond Guillermo del Toro. « Alors non, il n’y a aucune discussion liée à un quelconque comédien pouvant interpréter Bilbo. Le scénario d’abord. Je serai le premier à vous communiquer le nom du futur interprète. »[52]. Peter Jackson a révélé que le rôle pourrait bien être confié à un acteur inconnu. Le 21 octobre 2010, la nouvelle est officialisée, la rumeur confirmée : Peter Jackson a choisi l’acteur britannique Martin Freeman pour incarner Bilbon Sacquet[53].
- Rob Kazinsky a déclaré qu’il a quitté le tournage du film en abandonnant son personnage, Fíli, pour des raisons personnelles. Dean O'Gorman a été choisi pour le remplacer.

## Versions longues
La trilogie existe aussi en version longue. Voici la liste des scènes qui sont rajoutées : 
- Un voyage inattendu
  - Dans le prologue raconté par Bilbon, de nombreuses scènes sont rajoutées comme les Nains qui refusent d'offrir les gemmes au roi Elfe Thranduil, la tentative de l'archer de tuer le dragon qui s'en prend à la ville de Dale, ou encore Bilbon enfant qui embête Gandalf qui tire ses feux d'artifice.
  - Une scène est ajoutée après la première visite de Gandalf à Bilbon. Bilbon va au marché et s'inquiète de croiser le magicien.
  - Un échange est ajouté dans la scène des Nains chez Bilbon. Bifur parle à Bilbon et Oin explique à ce dernier que malgré la hache dans la tête de Bifur, il est toujours en forme.
  - Un échange est ajouté au moment où la compagnie trouve le chemin pour accéder à Fondcombe. Bilbon a l'impression qu'il s'agit de magie et Gandalf lui répond que c'est en effet de la magie très puissante.
  - La scène du conseil avec Elrond, Galadriel, Gandalf et Saroumane est prolongée. Gandalf souligne la disparition des anneaux de pouvoir et Saroumane lui répond que les anneaux sont inutiles sans l'anneau unique pour les contrôler.
  - Divers moments des Nains qui profitent de leur passage à Fondcombe, comme le repas de bienvenue avec Elrond où Kili a l'air séduit par une Elfe joueuse de harpe, ou le « bain » dans la fontaine de la cité.
  - Une scène est également ajoutée où Gandalf et Elrond discutent du projet de récupérer Erebor. Elrond souligne que le grand-père de Thorin, Thrain, était devenu fou et il suspecte Thorin d'avoir une part de cette folie dans le sang. Bilbon et Thorin entendent cette conversation.
  - Lorsque les Nains sont amenés au roi des gobelins, celui-ci interprète une chanson intitulée Dans la mine de Gobelinville. Puis il leur demande leur avis sur la chanson. En les fouillant, les gobelins trouvent dans les affaires de Nori des chandeliers volés à Fondcombe.
- La Désolation de Smaug
  - Un échange est ajouté dans la scène d'introduction dans la ville de Bree entre Gandalf et Thorin. Ce dernier est convaincu que son père, Thrain, est toujours en vie. Un flashback de la bataille de la Moria nous montre Thrain fendre la bataille pour affronter Azog. Gandalf ne pense pas que Thrain ai survécu à cet affrontement puisque personne n'a plus vu Thrain depuis ce jour.
  - Les scènes se déroulant au matin chez Beorn sont différentes et prolongées. D'abord, Gandalf et Bilbon introduisent avec prudence les Nains à Beorn qui commence à s'énerver, mais se calme après. Ensuite, lors du départ de la compagnie, Beorn a une conversation avec Gandalf au sujet du retour de Sauron. Beorn conseille à Gandalf de vérifier les tombes des « neuf ».
  - Les scènes dans la Forêt Noire sont différentes. Alors que dans la version normale la Compagnie perd involontairement le chemin, la version longue est complètement différente. Avant son départ, Gandalf leur dit de ne pas toucher la rivière qui est ensorcelée et de prendre le pont. Lorsque les Nains arrivent au pont qui est détruit, ils essayent de traverser la rivière en utilisant les branches.  Bombur tombe dans la rivière et sombre dans un profond sommeil. Ses compagnons doivent le porter. Ils sont victimes de maléfices qui embrouillent leurs pensées, qui leur font quitter le chemin.
  - La première scène du maitre de Lacville est plus longue. On l'y voit manger un plat de façon peu civilisée tandis qu'Alfrid le met en garde contre Bard. À la demande du Maître, Alfrid indique qu'il va rédiger une loi ancienne qui interdit d'être trop curieux dans le but d'emprisonner Bard.
  - La scène de l'arrivée des Nains à Lacville est plus longue. Les Nains passent au sein du marché des hommes et sont repérés par la garde. Les Nains s'occupent d'assommer les gardes et sont aidés par les habitants qui cachent les corps inconscient des gardes assommés au chef de la garde.
  - La scène où les Nains sont présentés au Maitre de Lacville est un peu plus longue. Alfrid met en doute la parole de Thorin après qu'il a promis une part de l'or au village. Bilbon se porte garant de la parole de Thorin devant les villageois.
  - La séquence se déroulant à Dol Guldur est différente. Gandalf y retrouve Thráin qui lui annonce que le dernier anneau Nain qu'il portait a été pris par Sauron pendant la bataille de la Moria. Gandalf lui promet de le sortir de là. Puis ils rencontrent Azog et découvrent qu'il y a une armée d'orques prête à partir. Ils s'enfuient ensuite et tombent sur le Nécromancien. Ce dernier tue Thráin et combat Gandalf avant de révéler son identité : Sauron.
  - Après le départ des Nains de Lacville, Kili est malade et ses amis qui sont restés demandent de l'aide au maître et à Alfrid qui les méprisent totalement.
- La Bataille des Cinq Armées
  - Au moment où Gandalf quitte Radagast, ce dernier lui donne son bâton pour remplacer le sien brûlé par Sauron dans le film précédent. Il lui dit qu'il est facile à utiliser. Mais Gandalf rencontrera des difficultés à l'utiliser durant la bataille à Dale contre un troll. Mais Alfrid, caché dans la catapulte, se catapultera par accident dans la bouche du troll, le tuant tout en sauvant le magicien.
  - Avant la fuite de Bilbon pour livrer l'Arkenstone aux humains et aux Elfes, ce dernier est surpris en haut du mur par Bofur. Ce dernier, perspicace, rassure Bilbon en lui disant qu'il ne lui en voudrait pas de s'enfuir devant la bataille qui s'annonce. Il dit à Bilbon qu'il mettra un peu de temps avant de réveiller Bombur dont ce sera le tour de garde. Bilbon assure à Bofur qu'il sera là le lendemain matin.
  - Au moment où Thorin découvre que les humains ont l'Arkenstone, ce dernier annonce qu'il refuse de payer ce qui lui revient de droit. Thranduil conseille à Bard de vendre la pierre et qu'il en obtiendra un bon prix. Thorin jure de tuer le roi des Elfes mais ce dernier lui dit que sa parole ne vaut plus rien.
  - Une courte bataille a lieu entre les armées Elfes et Nains de Dain. Ces derniers se lancent à la charge sur les premiers et commencent le combat quand l'armée des orques arrive. Les Nains partent les combattre, suivis par les Elfes.
  - Après que les Elfes ont rejoint les Nains pour affronter les orques, Azog envoie des géants détruire les chars de guerre des Nains.
  - Les plans de la première partie de la bataille devant la porte d'Erebor sont différents et plus longs.
  - Pendant la bataille, des passages sont ajoutés où l'on voit les Nains de la compagnie se battre. On voit par exemple Bombur se battre et Bofur faire tomber un troll avec une catapulte sur le dos. Lors d'un passage, Nori est en difficulté et demande de l'aide à Bofur qui lance une hache dans la tête de son assaillant. Nori lance de la même façon la hache dans la tête de l'assaillant de Ori. Ce dernier renvoie la hache à Bofur.
  - Après ces échanges, un troll sans yeux avec des armes à la place des bras et des jambes et piloté par une orque fait des ravages dans la bataille. Bofur grimpe sur le dos de la créature, se débarrasse du pilote et tâche de conduire la créature vers les rangées des orques.
  - Après que Thorin a annoncé à Dain qu'il va combattre Azog, un char mené par Balin, Fili, Kili et Dwalïn traverse le champ de bataille lors d'une course poursuite avec des wargs. À un moment donné, Balin ordonne à ses camarades de sauter sur les trois béliers restants qui tirent le char rejoindre Thorin pendant qu'il se sacrifie pour leur faire gagner du temps.
  - Une scène est ajoutée ou Bifur attaque un ennemi avec la hache qu'il a planté dans le crâne. Ce dernier reste coincé et, aidé de Bofur et Bombur, arrive à se débarrasser de leur ennemi et à retirer du même coup le morceau de hache qui était coincé dans sa tête.
  - Les scènes de l'enterrement de Thorin et de ses neveux Fili et Kili ainsi que celles du couronnement de Dain sont rajoutées avant le départ de Bilbon de la cité des Nains à la fin du film.

#### Première partie
- « Le Hobbit : Un voyage inattendu » (présentation de l'œuvre), sur l'Internet Movie Database
- « Le Hobbit : un voyage inattendu » (fiche film), sur Allociné

#### Deuxième partie
- « Le Hobbit : La Désolation de Smaug » (présentation de l'œuvre), sur l'Internet Movie Database
- « Le Hobbit : La Désolation de Smaug » (fiche film), sur Allociné

#### Troisième partie
- « Le Hobbit : La Bataille des Cinq Armées » (présentation de l'œuvre), sur l'Internet Movie Database
- « Le Hobbit : La Bataille des Cinq Armées » (fiche film), sur Allociné